# Силивил (Индијана)
Силивил (енгл. Seelyville) град је у америчкој савезној држави Индијана.

## Демографија
По попису из 2010. године број становника је 1.029, што је 153 (-12,9%) становника мање него 2000. године.
| Група             | 2000.         | 2010.       |
| Белци             | 1.160 (98,1%) | 999 (97,1%) |
| Афроамериканци    | 8 (0,7%)      | 4 (0,4%)    |
| Азијати           | 2 (0,2%)      | 2 (0,2%)    |
| Хиспаноамериканци | 10 (0,8%)     | 9 (0,9%)    |
| Укупно            | 1.182         | 1.029       |